# Wincenty Korwin Gosiewski

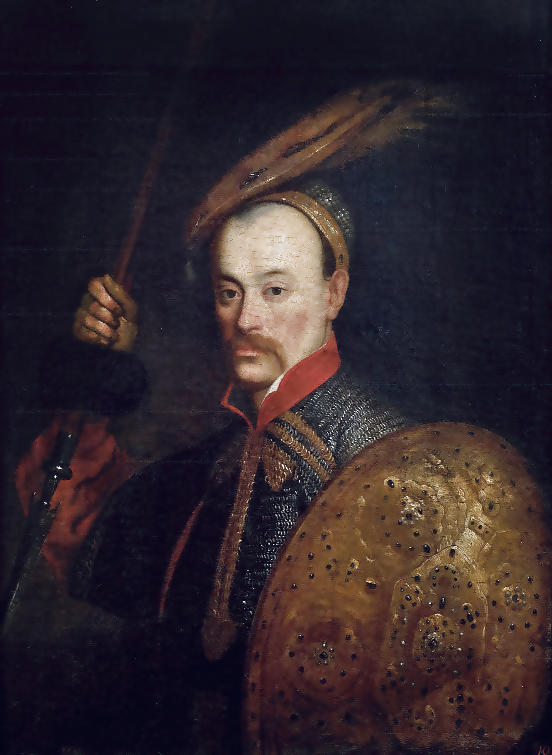
Wincenty Korwin Gosiewski målad av Daniel Schultz.

Wincenty Korwin Gosiewski, född omkring 1620, död 1662, var en polsk fältherre. Han var son till Aleksander Korwin Gosiewski.
Gisiewski deltog i kosackkriget 1648, motarbetade som litauisk skattmästare och underfältherre det svensksinnade adelspartiet i Litauen och motsatte sig Kiejdanykonventionen 1655. I Tredagarsslaget vid Warszawa 1656 anförde han litauiska hären, inträngde hösten samma år i Ostpreussen och segrade i slaget vid Wielki Prosty 28 september över 5.000 svenskar och brandenburgare. Efter att ha blivit rysk krigsfånge 1658 utlöstes han 1662 men anklagades av polska motståndare för stämplingar mot valriket och mördades i Vilna.